# 성이성
성이성(成以性, 1595년(선조 28년) ∼ 1664년(현종 5년))은 조선 후기의 문신이자 유학자, 청백리이다. 자(字)는 여습(汝習)이고 호는 계서(溪西)이다. 본관은 창녕(昌寧). 춘향전의 실제 주인공으로 춘향전의 주인공인 몽룡은 원래 성몽룡이었다. 남원부사와 승정원승지를 지낸 성안의의 아들이다.
강직한 간관이자 청백리이다. 그의 직계 후손들은 춘향전에 나온 '금준미주 천인혈'이 그가 실제로 지은 한시라고 주장한다. 호서 암행어사와 호남 암행어사로 활동, 감찰하며 부패 수령들을 봉고파직시켰다. 이것 역시 춘향전의 소재가 된다. 학맥으로는 김굉필의 손제자이자 그의 학맥을 계승한 강복성(康復誠)의 문인이다. 경상북도 출신.

## 생애

### 생애 초반

#### 출생과 가계
성이성은 경상북도 봉화군 물야면 가평리 태생으로 아버지는 창녕 성씨로 승정원승지와 군수를 지낸 성안의(成安義)이고, 어머니는 예안 김씨로 증(贈) 호조 참판에 추증(追贈)된 김계선의 딸이다.
그는 어려서부터 그는 학업에 열중하여 13세때 그가 쓴 글을 우연히 정경세(鄭經世)가 보게 되었다. 정경세는 그의 글을 읽고 장차 크게 될 인물이라 하였다.

#### 수학과 남원 생활
어려서부터 공부를 게을리하지 않고 학문에 더욱 증진하여 조경남의 문하에서 수학하다가 뒤에 강복성(康復誠)의 문하에서 수학하였다. 강복성은 사림의 학통인 길재-김숙자-김종직-김굉필(金宏弼)-조광조-이연경(李延慶)의 학통을 계승한 학자였다. 따라서 그도 야은 길재, 점필재 김종직, 한훤당 김굉필의 학통을 계승하였다.
1607년(선조 40) 남원부사로 부임한 아버지 성안의를 따라 갔다가 그곳에서 만난 기생과의 일화가 후일 춘향전의 주 뼈대가 되었다. 그러나 아버지 성안의가 참의로 발령되면서 기생 춘향과는 이별하게 된다. 이때 시중에는 성이성과 춘향을 소재로 한 춘향전이 희극과 인형극, 만담 등으로 확산되었는데, 양반가의 자제의 스캔들이라 하여 조선조정에서 관을 시켜서 금지하게 되자 성몽룡을 이몽룡으로 바꾸고, 성씨(姓氏)가 없던 기생인 춘향에게 성씨 성을 붙여서 시연하게 된다.
1616년(광해군 8년) 그는 사마시 양시에 합격했는데 생원시에 합격하여 생원(生員)이 되고, 그 해에 다시 진사시에 합격하여 진사(進士)가 되었다. 그러나 광해군 때의 난세에는 벼슬길에 나아가지 않았다.

### 관료 생활

#### 과거 급제와 관료생활
1627년 (인조5년)에 식년 문과에 병과로 급제하였다.
1635년(인조 13) 성이성은 사간원 정언이 되고 홍문관 부수찬·부교리를 거쳐 1636년 사헌부지평이 되었다. 1637년(인조 15) 호서(湖西) 지방의 암행어사로 파견되었다가 돌아왔다. 그해 성이성은 사간원 헌납이 되어 공신이며 서인당의 고관인 윤방(尹昉)·김류(金류)·심기원(沈器遠)·김자점(金自點) 등을 탄핵하여 왕을 잘못된 길로 인도했다며 오국불충(誤國不忠)의 죄를 논하기도 했다.

#### 암행어사 활동과 지방관 생활
1639년(인조 17) 호남(湖南) 지방 암행어사에 임명되어 5년간 호남 지역을 순찰하고 1644년(인조 22) 되돌아왔가. 그 뒤 1647년(인조 25) 다시 호남 암행어사 로 파견되었다.
그러나 호남 암행어사로 부임했을 때 신분을 노출시키고 마는데 성이성은 암행을 하고 다니다가 1647년 11월 25일 순천에서 실수로 부득이 자신의 신분을 드러내고 이후에는 한양으로 돌아오게 되는데, 그는 일기에 돌아오는 길이던 12월 1일 남원에 들렀다고 적고 있다.
1648년 여름 성이성은 전라도 담양군수로 부임해 장마철 강둑이 범람해 피해가 큰 것을 보고 2년에 걸쳐 제방을 쌓고 그 위에 나무를 심었다. 현재 관방제림으로 불리는 숲이 그가 남긴 치세의 흔적이다. 푸조나무 느티나무 팽나무 등 184그루가 전한다. 본디 제방에 나무를 심으면 나무가 바람에 흔들릴 때 제방에 해롭다 하여 심지 않았는데 성이성은 비바람에 강한 토종나무를 골라 심음으로써 이같은 상식을 엎었다. 담양군은 현재 관방제림에 산책로를 조성하여 관광객들의 발길을 모으고 있다.
1650년 부교리, 부사직에 임명되었으나 병으로 올라가지 못해 경상감사가 대신 보고하였다. 그해 말 집의, 부응교, 경연시강관에 임명되었다. 1651년 사직을 청하여 받아들여졌고, 곧 창원부사로 발령되었다. 1653년 창원부사 재직 중 말미를 얻어 집으로 돌아갔다가 다시 돌아오지 않아 경상감사가 삭직한다는 보고를 조정에 올렸다. 1655년 직첩을 환급받았고 1657년 군기시정이 되었다가 진주부사로 발령되었다.

### 생애 후반
외직으로는 진주부사 · 강계부사 등 네 고을을 다스렸는데, 진주부사로 재직할 때는 서인 출신으로 경상도 암행어사로 파견된 민정중(閔鼎重)이 조사하여 그의 선치(善治)를 보고하여 특별히 왕으로부터 표리(表裏, 옷감)를 받았고, 강계부사 때에는 여진족 등의 약탈과 흉년 등으로 어려움에 처한 부민들에게 삼세(蔘稅)를 모두 면제해주어 백성들이 기뻐하였으며 부처가 환생하여 돌아왔다며 '생불' 또는 '관서활불'(關西活佛)이라며 칭송하였다. 
1659년(현종 1년) 사간원사간, 홍문관교리가 되고 1660년(현종 2년) 1월에 부교리, 부응교로 임명되었다가 1월 말 강계부사로 발령받았다. 1661년 평안도관찰사의 인사고과에서 하 점을 받았는데, 얼마 뒤 만포진첨사(滿浦鎭僉使) 한휴(韓休)가 백성들이 삼금을 어기고 국경을 넘은 일을 보고하여, 그 지역의 지방관인 그는 파직, 그해 8월 충청북도 단양군으로 유배됐다가 그해 11월에 풀려났다. 1663년 다시 서용의 명령이 내려지고 1664년(현종 5)에 향년 70세를 일기로 사망했다.

### 사후
그는 청백라의 한 사람으로 지명되어 전고대방에 그의 이름이 수록됐다. 
고향인 경북 봉화군 물야면 가평 1리에는 성이성을 추모하는 사당인 계서당이 건립되었다. 사후인 1695년(숙종 21) 청렴함을 인정받아 조정으로부터 청백리로 선출되었다. 증 통정대부 부제학에 추증되었다. 저서로는 <계서유고>가 있다.

## 저서
- 계서유고

## 귀신 문제 해결
전라도 지역에 귀신이 자주 출몰한다는 곳이 있었다. 그 곳은 상인이나 과거 시험을 보러 가던 선비들이 여러 번 변을 당했는데, 성이성이 이 문제를 해결하였다 한다. 호남 암행어사가 돼서 호남 지역의 귀신이 많이 나오는 곳을 찾아가 억울함을 달래주고 문제를 해결하였고 이것 역시 입에서 입으로 전해져 설화가 되었다.

## 부패 관리 파직
충청도 암행어사 시절 지방관리의 잘못을 발견하고 어떻게 처리했는가를 인조에게 보고한 '서계'가 남아있었는데 KBS 방송국이 이를 취재하였다.를 보면 세금을 과다징수한 진천현감과 생일날 과다한 잔치를 벌이고 국법을 어긴 석성현감을 적발하여 파직시켰다는 기록이 있다.

## 소나무
성이성은 집 근처에 있던 소나무들을 좋아했는데, 그가 좋아하고 아끼던 소나무들은 후대에 사라졌다. 그런데 그 중 구부러진 소나무 1그루만 남게 됐는데, 이 소나무는 이몽룡 소나무라는 별명이 붙었다. 후일 후손들이 성이성이 살던 옛집 근처에 옮겨 심고 봉으로 받쳐두었다.

## 춘향전

### 춘향전
그는 아버지인 남원부사 성안의가 부임할 때, 아버지의 임지를 따라 남원에서 생활하다 우연히 남원 기생 춘향을 만나게 되었다. 그러나 춘향과는 이루어지지 못했고, 이는 바로 춘향전의 모티브가 되었다. 뒤에 호남 암행어사로 부임했다가 신분을 노출하고 되돌아갈 때 남원에 들렀다. 늙은기생 여진이 찾아와 만났는데, 그는 춘향을 찾았다 한다. 그러나 그는 춘향을 만날 수 없었다.
‘서리와 함께 난간에 앉으니 눈빛이 뜰에 하얗게 깔려있고 대나무숲이 희었다. 나는 소년시절의 일을 생각하여 밤늦도록 잠들지 못했다.’
춘향전은 판소리, 연극, 소설의 소재가 되었으나 양반가 자제의 스캔들이라 하여, 조정에서는 양반가의 위신을 떨어뜨린다며 춘향전의 상영을 금지하였다. 할 수 없이 민중들은 성몽룡 대신 이몽룡으로 성을 바꾸어서 연극과 판소리, 소설, 구전 등으로 전하였다.

### 금준미주 천인혈
金樽美酒 千人血, 玉盤佳肴 萬姓膏. 燭淚落時 民淚落, 歌聲高處 怨聲高.

춘향전에 나오는 금준미주 천인혈은 성이성이 지은 시 중의 하나였다. 성이성이 춘향전에 나오는 성몽룡처럼 변사또를 응징한 남원 출두 기록은 실록이나 문집에는 없다. 그러나 춘향전에 나오는 잔치연에서 이몽룡이 변학도를 질타하면서 읊은 금준미주 천인혈 로 시작되는 시조는 성이성이 짓고, 읊었다. 이는 성이성의 4대손 성섭의 저서 <교와문고>와 그의 스승 조경남이 쓴 <난중잡록>에 그의 작품으로 기록되어 있다.
호남 암행어사가 되었을때에 호남 12고을 군수, 현감들이 잔치를 베풀었다. 이때 성이성은 암행어사가 걸인의 행색을 하고서 연회장에 나타났다. 호남의 12고을의 군수, 현감들은 그를 조롱하며 '그대가 시를 지으면 종일토록 놀고 짓지 못하면 가라.'고 했고, 그는 즉석에서 금준미주 천인혈 을 짓는다. 이어 전라도내 6명의 부패한 수령들을 봉고파직시킨다. 석성현감이 생일날 과다한 잔치를 벌인 것은 춘향전에 등장하는 변사또의 모티브가 되었다.

## 가족 관계
- 조부 : 성적(成績)
- 조모 : 노사영(盧士英)의 딸
  - 아버지 : 성안의(成安義)
  - 어머니(계모) : 황근(黃謹)의 딸
  - 어머니(생모) : 김계선(金繼善)의 딸
    - 부인 : 금개(琴愷)의 딸
      - 아들 : 성석하(成錫夏)
        - 손자 : 성세황(成世璜)

## 기타
- 특히 사간원의 간관을 역임하는 동안 성이성은 고관대작과 신분의 고하를 두려워하지 않고 직언으로 일관 하여 주위의 시기를 받아 승진이 순조롭지 못하기도 하였다.
- 과거 급제 후 그는 인조에게 직접 어사화를 선물받았는데, 과거 시험에 급제한다 하여 모두 어사화를 받는 것은 아니었다. 따라서 성이성의 후손들은 그가 인조 임금에게 하사받은 어사화를 보존하고 있다.

## 같이 보기
- 암행어사
- 금준미주 천인혈
- 봉고파직
- 성안의
- 광한루
- 춘향가
- 춘향
- 춘향전
- 이연경
- 김굉필
- 강복성
- 성섭

## 참고 문헌
- 인조실록
- 필원산어
- 계서유고
- 교와문고
- 난중잡록